# Swanhonungsfågel
Swanhonungsfågel (Melithreptus chloropsis) är en fågel i familjen honungsfåglar inom ordningen tättingar.

## Utbredning och systematik
Fågeln förekommer i sydvästra Western Australia. Den behandlades tidigare som underart till vitnackad honungsfågel. 

## Status
IUCN kategoriserar den som livskraftig.

## Namn
Fågeln är uppkallad efter Swan River, en flod i Western Australia.